# Coccocypselum guianense
Coccocypselum guianense är en måreväxtart som först beskrevs av Jean Baptiste Christophe Fusée Aublet, och fick sitt nu gällande namn av Karl Moritz Schumann. Coccocypselum guianense ingår i släktet Coccocypselum och familjen måreväxter. Inga underarter finns listade i Catalogue of Life.